# 文書ファイルフォーマット
文書ファイルフォーマット（ぶんしょファイルフォーマット、英語: document file format、ドキュメントフォーマットとも）とはストレージメディアに保存される文書に対応したテキストファイルまたはバイナリファイルのフォーマットで、通常コンピュータで使用される。現在互換性の無い形式が乱立している状況である。
将来の文書ファイル形式の技術的基盤としてXMLがラフコンセンサスで制定されたもののPDFが編集不可文書のフォーマットとして選ばれ続けていた。XML型のオープン標準にはDocBook、XHTML、近年登場したISO/IEC標準のOpenDocument (ISO 26300:2006)とOffice Open XML (ISO 29500:2008)がある。
1993年、ITU-Tは開放型文書体系 (ODA) という標準文書ファイルフォーマットを立ち上げることで全ての競合文書ファイルフォーマットの統一を試み、T.411からT.421までの規格を作成したが、失敗に終わり廃止された。
PostScriptやPDFといったページ記述言語は文書フォーマットにおけるデファクトスタンダードとなっていったが、原則としてユーザーは作成と読むことはできても編集はできなかった。2001年、PDFはISO/IECによってISO-32000として標準化された。
HTMLは最も使われていてかつオープン国際標準であり文書ファイルフォーマットとしても使われていて、これもISO/IECによってISO 15445:2000として標準化されている。
Microsoft Word (.doc) で使用されているデフォルトのバイナリファイルフォーマットは幅広く使われていてオフィス文書においてデファクトスタンダードになっているが、プロプライエタリフォーマット (en) である上、他のワープロソフトで常に全て対応しているわけではない。

## 主な文書ファイルフォーマット
- ASCII、UTF-8 — プレーンテキストフォーマット
- AmigaGuide
- Microsoft Wordの.doc — マイクロソフトが開発した構造的バイナリフォーマット（仕様は2008年よりOpen Specification Promiseで公開されている）[1][2]
- DjVu — スキャンされた文書を保存することを念頭に設計されたファイルフォーマット[3]
- DocBook — 技術的文書に対応したXMLフォーマット
- HTML (.html, .htm) - 2000年よりISOによって標準化されていて、使用可能な画像ファイルと組み合わせて使用できる。
- FictionBook (.fb2) — オープンXML型電子書籍フォーマット
- Office Open XML — .docx（オフィス文書に対応したXML型標準）
- OpenDocument — .odt（オフィス文書に対応したXML型標準）
- OpenOffice.org XML — .sxw（オフィス文書に対応したオープンのXML型標準）
- OXPS — Open XML Paper Specification（Windows 8.1以降に対応、Windows 7では古いバージョンのXPSが使われている）
- PalmDoc — ハンドヘルド文書フォーマット
- Plucker — ハンドヘルド対応文書標準
- .pages - Pages対応
- PDF — 文書交換のためのオープン標準。ISO標準にはPDF/X（交換）、PDF/A（アーカイブ）、PDF/E（技術文書）、ISO 32000 (PDF)、PDF/UA（アクセシビリティ）、PDF/VT（可変データとトランザクション印刷）がある。PDFはフリーもしくはオープンソースリーダーを含むほとんどのプラットフォームで閲覧できる。オープンソースのPDF作成ソフトも有る。
- PostScript - .ps
- Rich Text Format (RTF) — 1987年からマイクロソフトが開発しているメタデータフォーマットでマイクロソフト製品やクロスプラットフォーム文書インターチェンジに対応している[4][5][6][7][8][9]。
- SYmbolic LinK（英語版）
- Scalable Vector Graphics (SVG) - 主にベクター画像に対応したグラフィックフォーマット
- TeX — オープンソース植字プログラム兼フォーマット。最初に成功した数学的表記言語。
- TEI — デジタル出版に対応したXMLフォーマット
- Troff
- Uniform Office Format — 中国標準
- WordPerfect (.wpd, .wp, .wp7, .doc) - Wordのフォーマット拡張子で混乱が発生している